# Tibetische Herrscherurkunden

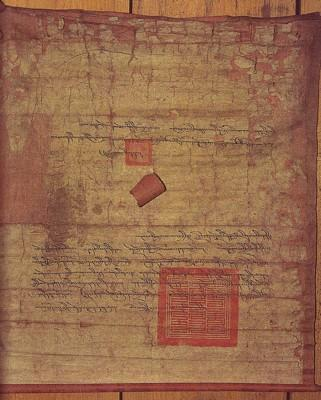
Herrscherurkunde des 5. Dalai Lama aus dem Jahre 1648

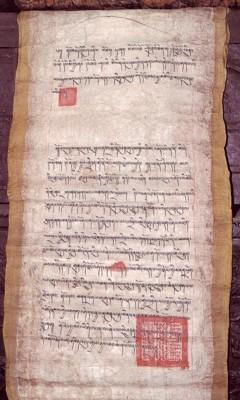
Herrscherurkunde des 5. Dalai Lama aus dem Jahre 1676

Tibetische Herrscherurkunden sind in der tibetischen Schriftsprache abgefasste Schriftstücke, mit denen ein Rechtsgeschäft vollzogen oder bezeugt wird und die im Auftrag eines Herrschers ausgefertigt wurden.
Diese Gruppe von Urkunden beinhaltet die Gewährung und Bestätigung von bestimmten Vorrechten (Steuerfreiheit, Weiderechte, Landbesitz etc.) für Einzelpersonen, Familien, religiöse Einrichtungen (z. B. Klöster) und regionale soziale Gruppen (z. B. Adelsfamilien, Bewohner eines bestimmten Ortes, bestimmte Gruppe von Viehzüchtern) durch den jeweiligen Herrscher. Sie werden deshalb nach ihrem Urheber als „Tibetische Herrscherurkunden“ (tib.: bka´ shog, she bam, gtan tshig) bezeichnet.
Die andere Gruppe von tibetischen Urkunden betrifft Verträge zwischen Privatpersonen, sozialen Gruppen (z. B. Einwohner verschiedener Dörfer, Gruppen von Viehzüchtern) und religiösen Einrichtungen (Klöster). Sie werden als „Tibetische Privaturkunden“ (tib.: gan rgya, khra ma) bezeichnet.
Eine Mittelstellung zwischen diesen beiden Urkundenarten nimmt der Tibetische gerichtliche Vergleich (tib.: dpyad mtshams) ein, bei dem sich streitende Parteien unter Vermittlung eines Vertreters des Herrschers (Regierungsangehöriger) auf einen bestimmten Sachverhalt rechtlicher Art einigen und diesen Vergleich in einer Urkunde schriftlich festhalten und durch Untersiegelung bezeugen.
Tibetische Urkunden sind streng zu unterscheiden von Tibetischen Gesetzen (tib.: khrims yig), die zuvörderst Entschädigungsleistungen bei Diebstahl, Raub und Totschlag (Kompensationsrecht) und Strafvorschriften bei Verbrechen gegen den Staat und Religiöse Einrichtungen enthalten, und von tibetischen Verordnungen (tib.: rtsa tshig), die Verhaltensvorschriften für bestimmte Landesteile Tibets und Gruppen von Amtsträgern enthalten.
Eine besondere Gruppe von Urkunden bilden Vorschriften zu Verhaltensweisen in Klöstern (tib.: bca´ yig), die meist auf hohe Geistliche zurückgehen, gelegentlich aber auch von weltlichen Herrschern ausgefertigt wurden.
Die Summe aller vorstehend genannten rechtlichen Vorschriften wird als Tibetisches Recht bezeichnet.
Alle hier behandelten Sachverhalte beziehen sich auf die Rechtsverhältnisse in Tibet vor 1960.
Danach wurden Rechtsverhältnisse durch den Terror der chinesischen Kulturrevolution und die Neuordnung innerhalb der Volksrepublik China völlig neu definiert.

## Allgemeine Bedeutung von Herrscherurkunden
Herrscherurkunden über Befreiung von Steuern und Abgaben, zur Überantwortung von Ländereien, Regelung von Besitz- und Dienstverhältnissen und zur Gewährung regelmäßiger Zuwendungen durch den Herrscher selbst oder seine zentralen und lokalen Verwaltungsbehörden waren im sozialen Leben der Tibeter von herausragender Bedeutung. Kein Feudalherr oder Kloster konnte sich seiner Ländereien oder Privilegien sicher sein, wenn nicht die Rechtmäßigkeit des Besitzes durch Herrscherurkunden bewiesen werden konnte.
Neben ihrer Bedeutung für die Sozialgeschichte und Rechtsgeschichte Tibets besitzen tibetische Herrscherurkunden einen besonderen Wert als historische Quellen. Herrscherurkunden enthalten häufig eine ausführliche Narratio, eine Formel bzw. einen Urkundenteil, der die geschichtlichen Umstände des Zustandekommens der Gewährung bestimmter Vorrechte darstellt.

## Verbreitungsgebiet Tibetischer Herrscherurkunden

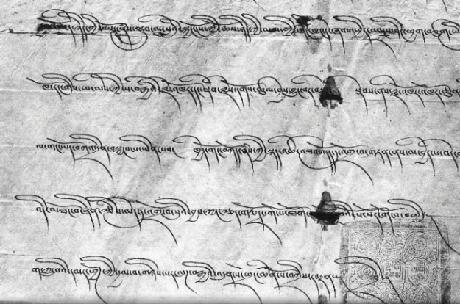
Herrscherurkunde des Königs Nyima Namgyel von Ladakh aus dem Jahre 1697

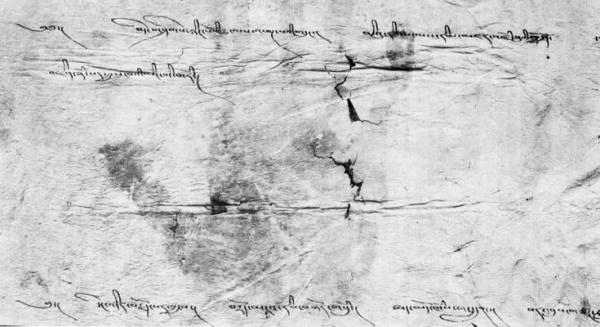
Teil einer Herrscherurkunde aus Sikkim aus dem Jahre 1796 mit Handabdruck des Herrschers als Beglaubigungsmittel

In der Zeit des tibetischen Großreichs (7.–9. Jahrhundert) und in der Zeit der Zugehörigkeit Tibets zum Herrschaftsbereich der Yuan-Dynastie (13.–14. Jahrhundert) wurde das tibetische Hochland von einer zentralen Verwaltung regiert, die auch eigene Urkunden ausfertigte.
In den übrigen Perioden seiner Geschichte war das Hochland von Tibet in verschiedene Herrschaftsbereiche zerfallen, deren Herrscher zur Schaffung einer inneren Rechtsordnung mit eigenen Kanzleien Herrscherurkunden ausfertigen ließen. Hervorzuheben sind hier neben der seit der Zeit des 5. Dalai Lama von Lhasa aus regierten Region insbesondere die ehemaligen Königreiche von Ladakh, Sikkim, Mustang und Guge. Selbst innerhalb der von Lhasa aus dominierten Region war das Gebiet von Sakya mit hinreichender Autonomie ausgestattet, so dass seine Herrscher bis in die Neuzeit noch Herrscherurkunden ausfertigen ließen.
Die Herrscherurkunden aller dieser Gebiete weisen in ihrem Aufbau und Formelgebrauch große Ähnlichkeiten auf, so dass man, was das Tibetische Hochland betrifft, von einer einheitlichen Urkundenlandschaft sprechen kann.

## Arten von Herrscherurkunden
Herrscherurkunden wurden insbesondere in der Kanzlei des Herrschers der zentraltibetischen Regierung (tib.: yig tshang) nach ihrer Rechtsbedeutung unterschieden.
Urkunden, mit denen der Herrscher grundsätzlich neue Rechtsverhältnisse schuf, wurden als she bam bezeichnet. Solche Urkunden beinhalteten die Zuerkennung besonderer Privilegien für außerordentliche Verdienste. Eine She-bam-Urkunde konnte nicht durch eine Eingabe beim Herrscher erlangt werden. Sie entsprang in der Regel dem freien Herrscherwillen, bestimmte Amtsträger für besondere Verdienste zu belohnen. She-bam-Urkunden wurden in der Regel auf Seide geschrieben und wurden besonders sorgfältig ausgefertigt.
Gewöhnliche Herrscherurkunden wurden als bka’ shog („Befehlsschreiben“) oder gtan tshig („Beständige Äußerung“) bezeichnet. Ihnen ging in der Regel eine Petition voraus. Häufig wurden solche Urkunden beim Wechsel im Amt des Herrschers zur Konfirmation bestehender Rechtsverhältnisse (tib.: rgyab gnon bka’ shog) erbeten und ausgefertigt.
Die regelmäßig notwendigen Konfirmationen bestehender Rechtsverhältnisse durch den neuen Herrscher konnten auch durch einfache, mit Siegelabdruck beglaubigte Konfirmationsvermerke auf den vorgelegten Urkunden ausgesprochen werden. Sie wurden unter dem Text oder auf den Rand der eingereichten Herrscherurkunden notiert. Auch solche meist sehr kurzen Vermerke wurden als bka’ shog bezeichnet.
Die obligatorische Einreichung von Urkunden zur Bestätigung der Privilegien durch den neuen Herrscher barg auch ein gewisses Risiko. Einerseits konnten die eingereichten Urkunden vom Herrscher vollständig zurückbehalten werden, was einem Entzug der Privilegien gleichkam. Anderseits konnten durch die Bestätigung auch Einschränkungen der gewährten Vorrechte ausgesprochen werden.
Einen besonderen Typ von Herrscherurkunden bildeten die sogenannten ’Go-mchan-Urkunden („Anmerkungen am Anfang“). Hier wurde die rechtliche Verfügung des Herrschers direkt über eine eingereichte Petition, die sich zumeist auf Rechtsstreitigkeiten bezog, notiert. Die Verfügung des Herrschers begann in der Regel mit dem Satz: „Wenn das unten Vorgetragene wirklich wahr ist.“ Der rechtliche Wert dieser Urkunde war gering, konnte dieser doch leicht allein durch eine Gegenpetition ausgehebelt werden.

## Innere Struktur von tibetischen Herrscherurkunden
Herrscherurkunden wurden nach textlich festgelegten Formulierungsvorgaben ausgefertigt, die aber im Laufe der Geschichte Tibets erheblichen Veränderungen unterzogen wurden. In der Yig tshang-Kanzlei der Dalai Lama gab es dazu ein Formularbuch, das bka´ gtags ´phrin yig genannt wurde. In der Regel richteten sich aber die Kanzleibeamten nach dem Text vorliegender Vorurkunden. Anders gesagt wurde das Formularbuch nur selten zu Rate gezogen.
Bei tibetischen Herrscherurkunden können wir folgende Strukturelemente, innere Merkmale genannt, unterscheiden:
1. Anrufung überirdischer Mächte (Invocatio)
2. Legitimationsformel
3. Nennung des Namens und/oder des Titels des Urhebers (Intitulatio)
4. Nennung des Personenkreis, der von der ausgefertigten Urkunde Kenntnis nehmen soll (Promulgatio)
5. Nennung der Person oder des Personenkreises (Destinatäre), dem durch die Urkunde Privilegien erteilt werden (Inscriptio).
6. Schilderung der Umstände und Verdienste der Destinatäre, die zur Erteilung der Privilegien geführt haben (Narratio).
7. Darlegung der Privilegien, die dem Destinatär erteilt werden (Dispositio).
8. Strafandrohungen für den Fall, dass die in der Promulgatio genannten Personen der Anweisung des Herrschers nicht folgen (Pönformel)
9. Nennung der Personen, aufgrund deren Eingabe die Urkunde ausgefertigt wurde (Petitio).
10. Nennung des Ortes und des Zeitpunktes der Ausfertigung mit Abdruck des Siegels des Urhebers (Schlussprotokoll). Als Beglaubigungsmittel wurden generell Abdrücke des Siegels des Urhebers angebracht. In seltenen Fällen finden sich auch Abdrücke der Hand des Urhebers.

### Invocatio
Invocationes finden sich nur in den Urkunden mongolischer Kaiser der Yuan-Dynastie, der Prinzen des Kaiserhauses und der Kaiserwitwe.
Hierzu zwei Beispiele.
Urkunde der Qubilai Khan aus dem Jahre 1264:
Aus der Macht des ewigen Himmels, gestützt auf die Glorie einer großen Verdiensthaftigkeit
Urkundlich ausgefertigtes Berufungsschreiben der Kaiserwitwe Budashiri an den 3. Karmapa:
Gestützt auf den Segen der drei Kostbarkeiten

### Legitimationsformel

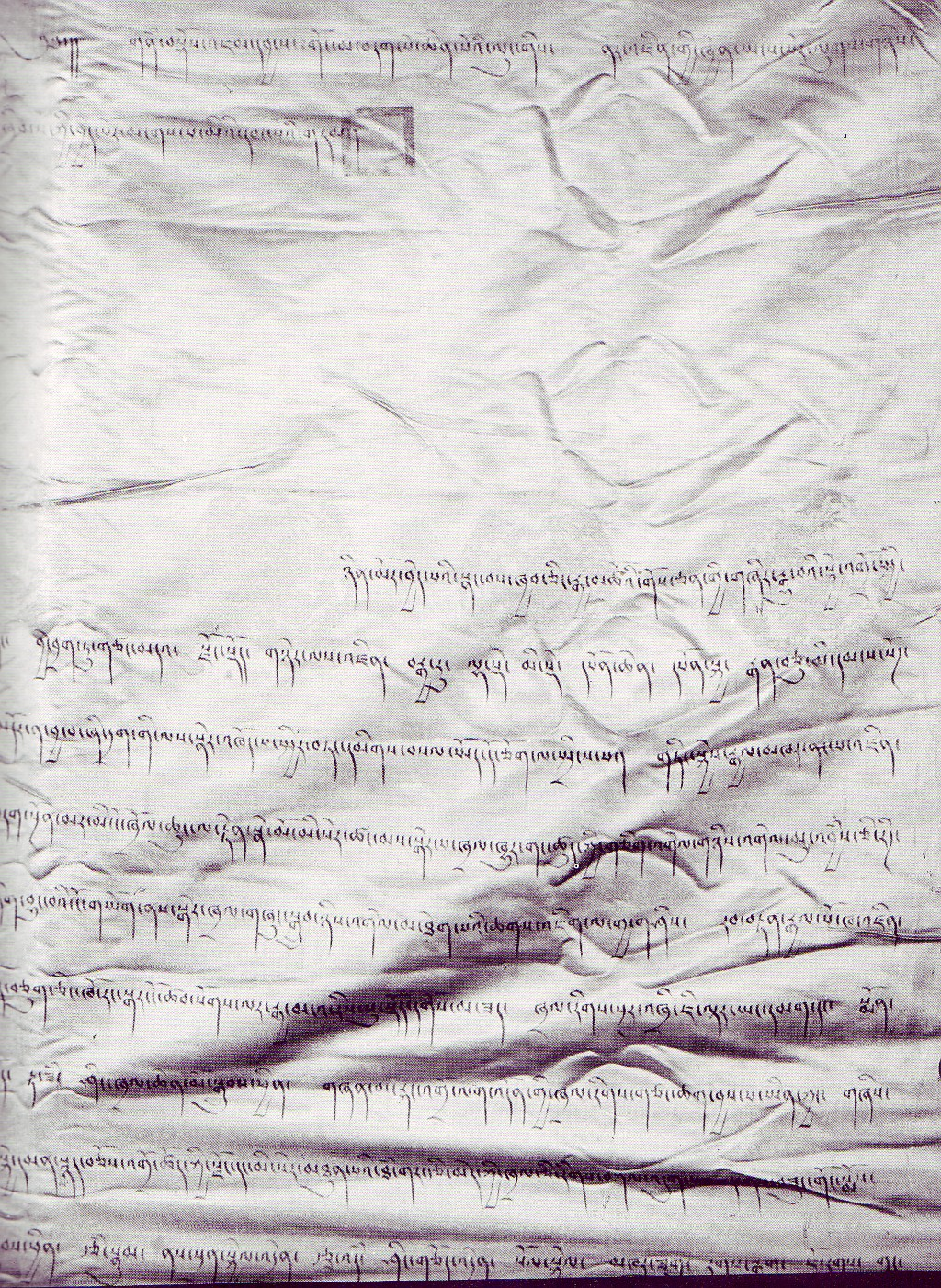
Herrscherurkunde von Pholhane aus dem Jahre 1744

Eine solche Formel findet sich in den Urkunden aus der Zeit der Yuan-Dynastie und drückt die generelle Autorisierung des Urhebers zur Ausstellung der Urkunde durch den Kaiser dar.
Diese Formel hat immer den Wortlaut.
Auf Befehl des Kaisers
Ähnliche Formeln finden sich z. B. auch bei Urkunden der mongolischen Könige, die unter dem 5. Dalai Lama die Regierungsgeschäfte Tibets führten, und in diversen Urkunden tibetischer Herrscher, die im 18. und 19. Jahrhundert ausgefertigt wurden. In solchen Urkunden ist die Legitimationsformel stets Teil der Intitulatio. Beispiele:
Urkunde des Dala´i rgyal-po aus dem Jahre 1698:
Rede dessen, der auf Befehl des Dalai Lama Da-la´i rgyal-po genannt wird
Urkunde des Miwang Pholhane Sönam Tobgye aus dem Jahre 1744:
Rede des Mi yi dbang po, der auf Befehl des vom Himmel ernannten Mañjughosha, des erhabenen großen Herrschers, beauftragt ist zum Aufrechterhalter der Gesetze nach den beiden Arten von Verhaltensvorschriften

### Intitulatio
Die Nennung des Urhebers einer Urkunde kann bei weniger wichtigen tibetischen Herrscherurkunden entfallen. Hier sollen zwei besonders interessante Beispiele dieser Formel aufgeführt werden:
1. Urkunde des 5. Dalai Lama aus dem Jahre 1648:
Rede dessen, der in einem dem Sala-Baum gleich hohen Geschlecht geboren wurde, der sich im Hinblick auf den Schutz und die Verbreitung der Lehre des Buddha nicht an Anderen orientiert, der mit dem Titel eines zweiten Buddha überall berühmt ist, des Ngawang Lobsang Gyatsho…
2. Urkunde des Königs Tshewang Namgyel von Ladakh aus dem Jahre 1760:
Weisung dessen, der aus der Sphäre des Himmels in diesem weitläufigen, großen Gebiet zum Herrscher über die Menschen die Macht verliehen wurde, des Tshe-dbang rnam-par rgyal-ba sa-skyong don-yod rdo-rje

### Promulgatio
Bei der Nennung derer, die den in der Urkunde verfügten Anordnungen Folge zu leisten haben, richten sich tibetische Herrscher häufig wie Weltenherrscher an alle Lebewesen der Welt.
Zur Promulgatio zwei Beispiele:
1. Urkunde des 6. Dalai Lama aus dem Jahre 1696:
gesandt generell an die Lebewesen der Welt und insbesondere an die im Gebiet von mCho khri-shor rgyal-mo und im unteren und oberen Teil von sMar-khams etc. lebenden Mönchsgemeinden, Könige und Angehörigen von Königsgeschlechtern, großen und kleine Hauptleuten, … an die Distriktbeauftragten, Verwaltungsbeamten und Führungskräfte etc., also zusammengefasst an alle hochgestellten und gemeinen Lebewesen von China, Tibet und der Mongolei
2. Urkunde des Königs Tshewang Namgyel von Ladakh aus dem Jahre 1760:
gesandt generell an die im eigenen Herrschaftsbereich lebenden Lebewesen dieser Region, seien es Mönche und Laien, Hochstehende, Gemeine oder Mittlere, und insbesondere an die Burgvogte (mkhar-dpon), Blon-po, Verwalter (gnyer-pa), Grong-dpon, Stallmeister (chibs-dpon), rDo-kha-chi, Zhal-skyin, die Ortsältesten und das Volk von Ting-sgang und Mang-rgu zusammen mit den nach oben und unten reisenden Regierungsvertretern

### Inscriptio
Die Nennung der Personen bzw. sozialen Gruppen, die durch die Herrscherurkunde begünstigt werden, erfolgt häufig am Anfang der Narratio. Auch hierzu zwei Beispiele:
1.Urkunde des 6. Dalai Lama aus dem Jahre 1696:
Für die Klöster und Mönche, die besessen werden von den Inkarnationen Nagwang Tenpa Gyeltshen und Rinchen Chungne, den Vorstehern des (Klosters) Badha Gön in Denma, welche den Kopfschmuck der Gelbmütze tragen
2. Urkunde des Königs Tshewang Namgyel von Ladakh aus dem Jahre 1760:
bestieg der ´gang-ba Phun-chogs den Bergausläufer

### Narratio
Ein sehr schönes Beispiel für die Schilderung der Umstände, die zur Erteilung von Privilegien führten, findet sich in der Urkunde des Königs Tshewang Namgyel von Ladakh aus dem Jahre 1760. Die hier gegebene Darstellung zeigt insbesondere, welchen hohen historischen Stellenwert tibetische Urkunden als Quellen für die Geschichte des tibetischen Hochlandes besitzen:
Im weiblichen Erde-Hase-Jahr (1759) wurde Ru-sen khan, der Jo von Shi-dkar, von Ma-ma Za-phar mkhan, dem Jo von sKar-rdo, gefangen genommen und ins Gefängnis geworfen. Mir-bhig, der Jo von Kye-ris, rebellierte gegen Kha-bu-lo und ging nach sKar-rdo. Durch das Arrangieren der schlechten Handlung einer Vereinigung der Angehörigen der sBal-ti wurden in Kye-ris und Ku-ros etc. Festungen gebaut und mit dem Aufstand begonnen. Da der jo Ma-ma A-li khan in die Enge getrieben war, bat er wegen Schutzsuche um Truppenhilfe. Dies war von hieraus das erste Mal des Beginns einer Tätigkeit von Kriegsführung. Als (wir) unter den Truppenführern no-no dBang-rgyal und no-no Ngag-dbang zusammen mit den Truppen aus Ober- und Unterladakh und einer Armee aus Purig angriffen, wurde jo Ru-sen mkhan aus dem Gefängnis befreit und (wieder) über die Festung von Ši-dkar eingesetzt. Mir-bhig wurde wieder wie früher Kha-bu-lo unterstellt. Als man die Festungen von Kye-ris und Ku-ros etc. ohne Schwierigkeiten einnahm, bestieg der ´gang-ba Phun-chogs den Bergausläufer und als die Festung von Kye-ris belagert wurde, drang er in die Festung unter Armbrustbeschuss mit mehr als 15 Männern ein und erwies so Dienste

### Dispositio
Die Gewährung bestimmter Anrechte stellt für den Empfänger (Destinatär) einer Herrscherurkunde natürlich den wichtigsten Teil der Urkunde dar.
Im Fall der Urkunde des Königs Tshewang Namgyel von Ladakh aus dem Jahre 1760 lautet die Dispositio wie folgt:
Gestützt auf diese Fähigkeiten sind ihm die Holzfällerarbeiten und Hausbauarbeiten in Chu-li gcig-po erlassen worden. Ihr oben aufgeführten Führungskräfte sollt allesamt ihn ohne durch Anfechtung und Belästigung und Selbstbereicherung hervorgerufene Streitigkeiten friedlich leben lassen
In der Urkunde des 5. Dalai Lama aus dem Jahre 1648 hat die Dispositio folgenden Wortlaut:
In dem Bereich des heiligen Berges … darf das Jagen von Wildtieren, das Anfeinden und die Beraubung von Mönchen, die Verhinderung der Almosensammlung usw., also das, was eine Belästigung der Kontemplation darstellt, nicht begangen werden. Lasst sie als allgemeines Verehrungsobjekt friedlich Bestand haben!

### Pönformel
Strafandrohungsformeln kommen in tibetischen Urkunden sehr häufig vor. Angedroht werden entweder Bestrafungen durch den Herrscher selbst oder durch transzendente Schutzgottheiten des tibetischen Buddhismus. Beispiele:
Schutzbrief des Penchen Lobsang Pelden Yeshe (tib.: pan chen blo bzang dpal ldan ye shes) aus dem Jahre 1767:
Indem ich denen, die dieser Anweisung entsprechend handeln, einen für dieses und das folgenden Leben heilvollen Schutz zukommen lasse, ist es andererseits zweifelsfrei so, dass die gegen diese Vorschriften Verstoßenden durch eine harte Bestrafung von Seiten des Ozeans der durch Eide verpflichteten Schutzgottheiten des religiösen Gesetzes gepeinigt werden
Urkunde des Königs Indrabodhi von Guge aus dem Jahre 1653:
Falls sich jemand ergibt, der Verstöße hiergegen begeht, werde ich eine unnachgiebige Nachprüfung durchführen. Deshalb nehme jeder dieses zur Kenntnis!

### Petito
Vermerke über die Personen, die durch eine Eingabe beim Herrscher die Ausfertigung einer Urkunde veranlasst haben, finden sich nur in Urkunden aus Ladakh. Beispiel:
Urkunde des Königs Tshewang Namgyel von Ladakh aus dem Jahre 1760:
Die Vortragenden (der Eingabe) waren no-no dBang-rgyal und no-no Ngag-dbang

### Schlussprotokoll

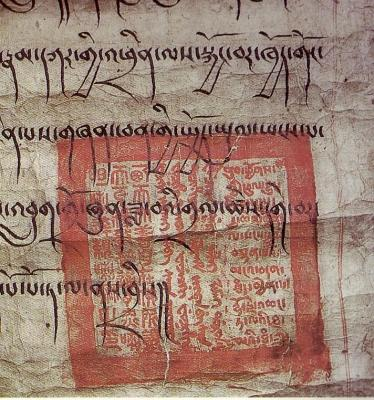
Abdruck eines der Siegel des 5.Dalai Lama auf der Urkunde des Jahres 1676

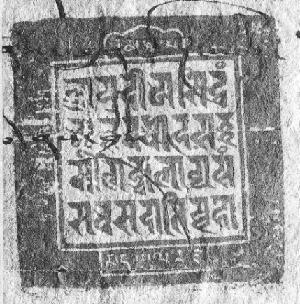
Abdruck des Siegels des ladhakischen Königs Tshewang Namgyel auf der Herrscherurkunde des Jahres 1760

Generell schließen tibetische Herrscherurkunden mit der Nennung des Ortes und des Zeitpunktes der Ausfertigung der Urkunde. Hieran schließt sich stets als Beglaubigungsmittel eine Abdruck eines der Siegel des Urhebers an. Beispiele:
Herrscherurkunde des 5. Dalai Lama aus dem Jahre 1676:
Dieser zu befolgende Brief wurde an einem heilvollen Kalendertag des Gro-zhun-Monats im A-na-la genannten Feuer-Drache(-Jahr) aus dem Po-ta-la, dem Palast, mit dem sich das Tor zu den vier Errungenschaften auf einmal öffnet, geschrieben
Urkunde des Königs Tshewang Namgyel von Ladakh aus dem Jahre 1760:
Dieses wurde am 19. Kalendertag des 2. Monats im Eisen-Drache(-Jahr) aus dem großen Palast Slel-mkhar rtse geschrieben